# انگوین وان توان
انگوین وان توان (انگلیسی: Nguyễn Văn Toàn؛ زادهٔ ۱۲ آوریل ۱۹۹۶) بازیکن فوتبال اهل ویتنام است.
از باشگاه‌هایی که در آن بازی کرده‌است می‌توان به باشگاه فوتبال هوانگ آنه جیا لای اشاره کرد.
وی همچنین در تیم‌های ملی فوتبال زیر ۲۳ سال ویتنام و ویتنام بازی کرده‌است.